# Karaidemir
La rivière Karaidemir est un cours d'eau de Turquie coupé par le barrage de Karaidemir. Elle est appelée Poğaça Deresi ou Hayrabolu Deresi. Elle conflue avec le fleuve Meriç (Maritsa/Évros) à la frontière avec la Grèce.